# 卜都各吉
卜都各吉，明朝初年永宁州土司，普米族人。有关其族属，《四库全书》的《土官底簿》中的「永宁府知府」条目记载：「卜都各吉，澜沧卫西番人，先系本州土官。」，西番人，即是今普米族。
卜都各吉在元朝末年被任命为永宁州土知州，明太祖洪武十六年（1383年）征南将军札拟他为永宁州知州，明成祖永乐四年（1406年），升为永宁府土知府，卜都各吉去世后，儿子各吉巴合袭位。